# Garrulax taewanus
Garrulax taewanus là một loài chim trong họ Leiothrichidae.